# Cantone di Saulx
Il Cantone di Saulx era una divisione amministrativa dell'arrondissement di Lure.
A seguito della riforma approvata con decreto del 17 febbraio 2014, che ha avuto attuazione dopo le elezioni dipartimentali del 2015, è stato soppresso.

## Composizione
Comprendeva parte del comune di Adelans-et-le-Val-de-Bithaine e i comuni di:
- Abelcourt
- Betoncourt-lès-Brotte
- Châteney
- Châtenois
- La Creuse
- Creveney
- Genevrey
- Mailleroncourt-Charette
- Meurcourt
- Neurey-en-Vaux
- Saulx
- Servigney
- Velleminfroy
- Velorcey
- La Villedieu-en-Fontenette
- Villers-lès-Luxeuil